# Племянник Рамо
«Племя́нник Рамо́» (Le Neveu de Rameau) — философско-сатирический диалог Дени Дидро, написанный предположительно между 1761 и 1774 годами, но впервые опубликованный только посмертно в 1805 году. Современные исследователи считают его «вершиной художественного творчества Дидро».

## Сюжет
Сочинение Дидро представлено в виде диалога автора, направляющегося утром по своему обычаю в Кафе де ля Режанс, с встретившимся ему в Пале-Рояле Жаном Франсуа Рамо, племянником знаменитого композитора Рамо (известная фигура в Париже того времени). Предвещая вызывающие до цинизма взгляды Руссо, племянник Рамо восхваляет воровство и паразитическую жизнь за чужой счёт. Рамо-младший представлен у Дидро аллегорическим воплощением эгоизма современного общества; как подметил Фридрих Шиллер, он «сатирически обрисовывает тот мир, в котором сам живёт и процветает». Между тем Рамо не лишён таланта и с очевидностью проецирует собственные неудачи на окружающих. Вероятно, в образе племянника Рамо писатель обобщил худшие черты своих гонителей.

## История публикации
Все бумаги Дидро приобрела Екатерина Вторая. С ними в Петербург попала и рукопись неопубликованного диалога, о котором ничего не известно ни из писем самого философа, ни из воспоминаний его современников.
Впервые «Племянник Рамо» упомянут в письме Шиллера к Гёте как «весьма остроумная сатира», присланная Шиллеру из России осевшим там Клингером. Также Шиллер предложил лейпцигскому издателю Гёшену опубликовать произведение. В 1805 году «Племянник Рамо» впервые стал достоянием публики — в немецком переводе с комментариями Гёте. Изначально запланированное параллельное издание на языке оригинала не было реализовано. Продано было лишь около 800 экземпляров первого издания, а немногочисленные рецензенты пеняли на «цинизм и непристойность выражений» автора. Тем не менее «Племянник Рамо» стал одним из любимых произведений Карла Маркса.
Французская публика смогла ознакомиться с повестью Дидро только 16 лет спустя, когда в печати появился её обратный перевод с немецкого. Восторженная реакция романтиков сподвигла в 1823 году дочь Дидро маркизу де Вандель (Vandeul) на публикацию оригинала по намеренно искажённой копии. Многие, впрочем, сочли эту публикацию мистификацией, положив начало спору о том, какой из текстов первичен. Гёте авторитетным мнением положил конец полемике, в напечатанном в журналах 1824 года письме выразив уверенность, что копия Вандель — подлинная. В публикации 1875 года в составе полного собрания сочинений Дидро за основу принята более верная копия, переизданная с уточнениями в 1884. Подлинную рукопись нашёл у букинистов и опубликовал в 1891 году библиограф Ж. Монваль.
Первый русский перевод повести появился в 1883 году, затем в 1937 году в собрании сочинений Дидро был опубликован перевод Н. И. Соболевского (1880—1942). В современных публикациях используется перевод А. В. Фёдорова.

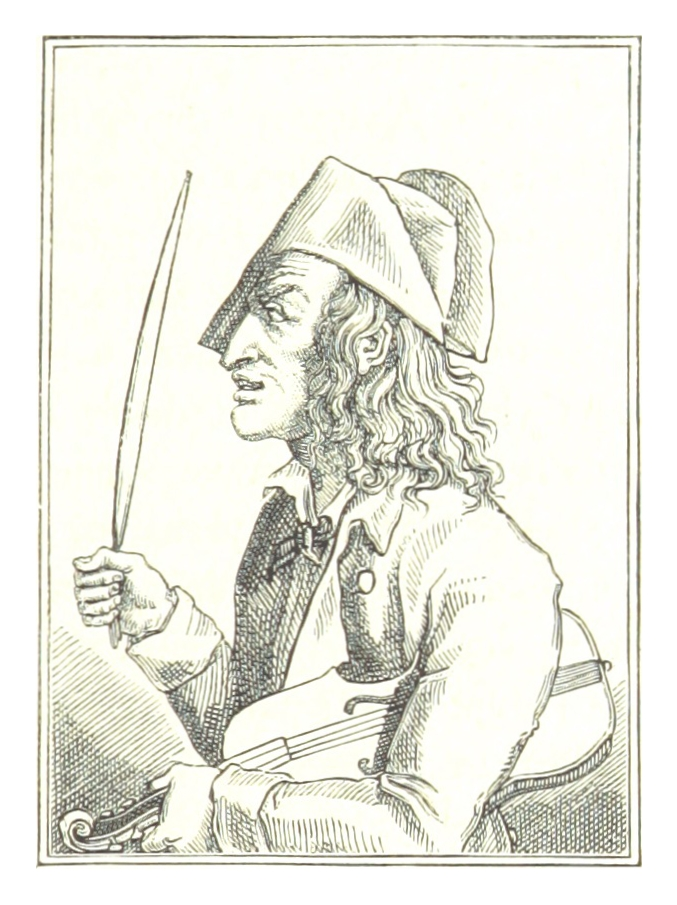
Портрет Жана-Франсуа Рамо (1716-1777)